# ゆうどき香川がいっぱい
ゆうどき香川がいっぱい（ゆうどきかがわがいっぱい）はNHK高松放送局で2006年4月3日から2007年3月30日まで放送されていた地域情報番組。

## 概要
これまでの「情報ワイド いきいき香川」を再編して2006年4月3日開始。
2007年3月30日をもって終了し、17時台は前番組「ゆうどきネットワーク」が拡大され、18:10から「ゆうどき香川ニュース610」となる。

## 放送時間
- 平日17:30～18:59
  - 祝日は休止（代替として18:45からNHKニュース）
  - 大相撲開催時は18:10～
  - 国会中継や重大ニュースにより放送時間に変動あり
  - 18:00～10は東京から全国のニュース
  - 年内最後の放送は「ニュースハイライト」と題される。2006年は12月28日に17:10からの拡大版で放送された（『ゆうどきネットワーク』は休止）。

## 出演者

### キャスター
※キャスターは隔週交代となっている。
- 中澤輝-根岸紘子
- 芳賀健太郎-上代真希

### 17時台コーナー担当
- 嘉内友佳梨

## 主なコーナー
※事実上3部構成となっている。第1部が17時台、全国ニュースをはさんで第2部が18:10～18:30。ここまでがニュースよりも生活情報に比重を置いており県内ニュースはフラッシュ形式になる。それから県内ニュースを中心とした第3部が18:30～18:59となっている。18:30になって改めて3本程度のヘッドラインから始まる。また、気象情報も東京発のをネットせず、全国の天気も通して高松発になっていた（後継の「ゆうどき香川ニュース610」は再び東京発の気象情報のネットを復活）
第1部（17:30～18:00）
- 県内ニュース
- ぐるっと香川
- いい旅再発見
- お知らせ
- 気象情報

全国ニュース（18:00～18:10）
- 東京発をネット

第2部（18:10～18:30）
- 県内ニュース①
- 日替わりコーナー①
  - 月曜 とれたてマーケット
  - 火曜 オススメ文庫・ふれあいギャラリー
  - 水曜 インタビューさぬき人・ハートプラザから
  - 木曜 お知恵拝借なんでもQ
  - 金曜 中継「おじゃまします」・週末情報
- とれとれマイビデオ
- 天気予報・日めくり歳時記

第3部（18:30～18:59）
- ヘッドライン（3項目）
- 県内ニュース②
- 日替わりコーナー②
  - 月曜 経済ジャーナル
  - 火曜 守る備える・ピックアップ香川
  - 水曜 検証かがわ
  - 木曜 ザ・ファインダー
  - 金曜 スポーツ
- 周辺のニュース・明日の動き
- 気象情報